# Хубертус (наследный принц Саксен-Кобург-Готский)
Хубертус Михаэль, принц Саксен-Кобург-Готский, герцог Саксонии (нем. Hubertus Prinz von Sachsen-Coburg und Gotha; род. 16 сентября 1975, Гамбург) — глава Саксен-Кобург-Готского герцогского дома (с 3 апреля 2025 года).

## Ранняя жизнь
Хубертус родился 16 сентября 1975 года в Гамбурге. Старший сын Андреаса, принца Саксен-Кобург-Готского (1943—2025), и его жены Карины фон Дабельштейн (1946—2023).
Хубертус изучал право в университете Вюрцбурга в 1997—1999 годах, учился в Лондонской школе экономики в 1999—2000 годах и Мюнхенском университете в 2000—2003 годах.
23 января 1998 года после смерти своего деда Фридриха Иосии Хубертус стал наследным принцем Саксен-Кобург-Готского дома, во главе которого встал его отец, принц Андреас.
3 апреля 2025 года после смерти отца стал главой Саксен-Кобург-Готского дома.

## Карьера
Принц Хубертус работал юристом в банке в Нью-Йорке, где специализировался на управлении активами. В начале 2012 года он вернулся из Нью-Йорка в Кобург, где стал членом совета семейного фонда «Stiftung der Herzog von Sachsen-Coburg und Gotha’schen Familie».

## Брак и дети
Хубертус женился на американке Келли Жанне Рондестведт (родилась 10 января 1975, Пенсакола, округ Эскамбия, штат Флорида). Брак был зарегистрирован 21 мая 2009 года в Кобурге, а церковная церемония состоялась 23 мая 2009 года в замке Калленберг в Кобурге. Келли — дочь американца норвежского происхождения Роберта Рондестведта, капитана ВМС США, и его жены, учителя Черил Энн Форбс, дочери Джорджа Томаса Форбса Младшего и Жанны Оксли.
Хубертус и Келли имеют трёх детей:
- Принцесса Катарина Виктория Елизавета Шерил Саксен-Кобург-Готская (родилась 30 апреля 2014, Кобург), крещена 14 сентября 2014 года в замке Калленберг. Ее крестными родителями являются: наследная принцесса Виктория Шведская, принц Эрнст Август Ганноверский, принцесса Елисавета Баварская, графиня Катарины Фабер-Кастелл и князь Константин Асен Болгарский.
- Принц Филипп Хубертус Андреас Кристиан Саксен-Кобург-Готский (родился 15 июля 2015, Мюнхен), крещен 14 ноября 2015 в замке Калленберг. Его крестными были: король Бельгии Филипп, графиня Александра фон Шенборн, Бернхард, наследный принц Баденский, принц Карл фон Вреде и Карина Аксельссон.
- Принцесса Мадлен Аурелия Карина Виктория Саксен-Кобург-Готская (родилась 22 февраля 2017, Мюнхен), была крещена 2 июля 2017 года в замке Калленберг. Ее крестные родители: Георг Фридрих, принц Прусский, принцесса Анна Баварская, Александра-Надежда Хробок Рапозо де Магальес, графиня Клеменса фон дер Шуленбург и граф Бенедикт фон Абенсперг унд Траун.

## Награды
- Саксен-Кобург-Готская династия: Кавалер Большого Креста Саксен-Кобург-Готского дома[8][9][10].